# Sundari
El sundari o sundri es un instrumento de viento de doble lengüeta de India.
Es fabricado en madera y tiene de 7 a 9 orificios. El método de ejecución es similar al del shehnai. Se toca en tempos medio y rápido; el tempo lento es menos posible en el sundari debido a que es un instrumento muy corto y delgado. Algunos exponentes son Pramod Gaikwad, Sumar Suleman Jumam, Surmani Bhimanna Jadhav, Sidhram Jadhav, Chidanand Jadav y Ramju Langa.